# Catedral basílica de la Asunción de la Virgen María (Przemyśl)
La Catedral Basílica de la Asunción de la Virgen María y San Juan Bautista o simplemente Catedral de Przemyśl (en polaco: Bazylika archikatedralna Wniebowzięcia Najświętszej Maryi Panny i św. Jana Chrzciciela w Przemyślu) es una catedral católica en Przemysl, Polonia. Es la iglesia principal de la arquidiócesis de Przemyśl, situada en la plaza de la catedral en el casco antiguo.

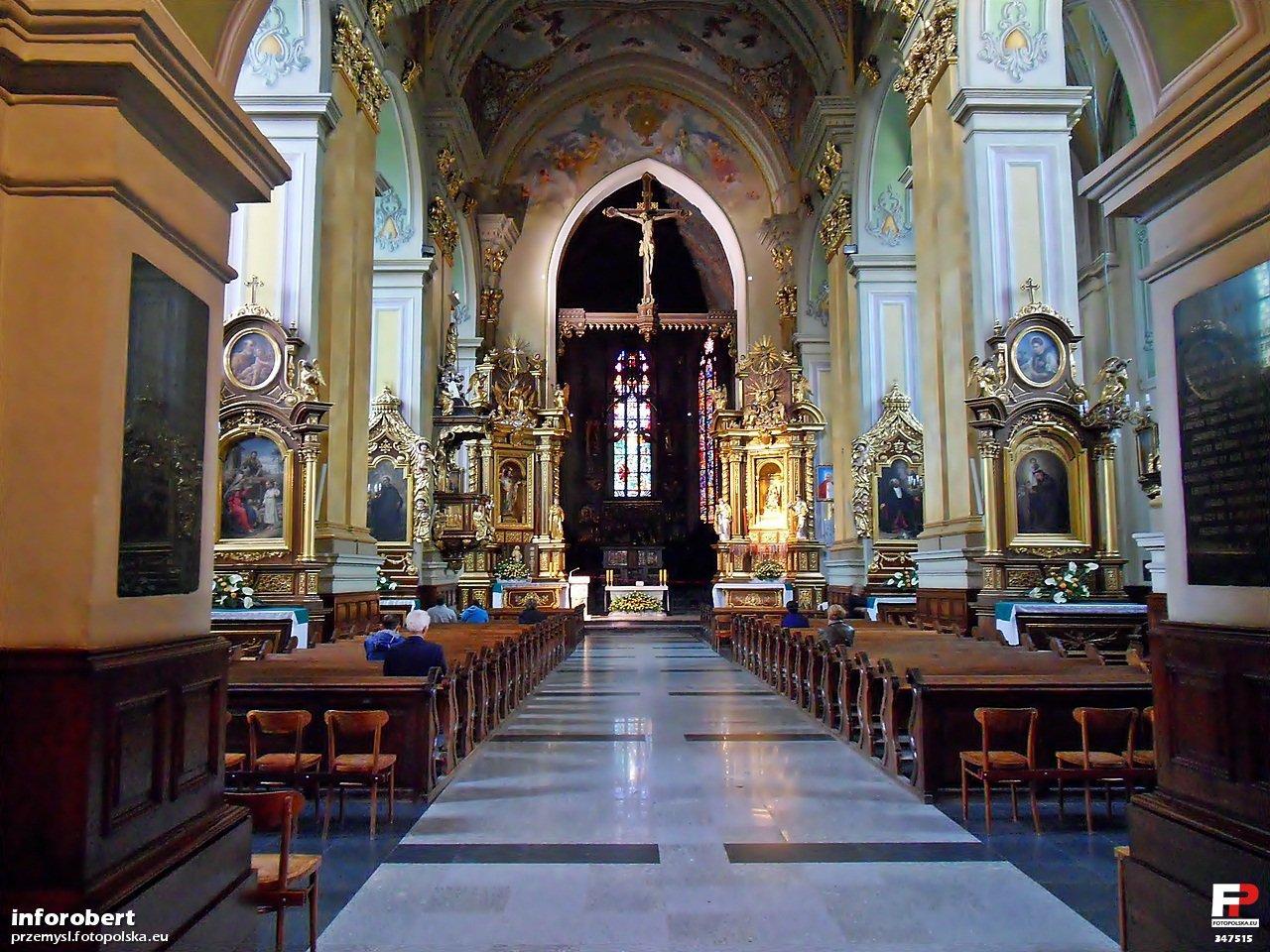
Vista interna

La primera catedral de la diócesis era una iglesia de madera que existía desde 1375 hasta 1412, de pie en la plaza junto a la actual iglesia del Sagrado Corazón de Jesús.  Desde 1412-1460 una catedral ortodoxa Rutena construido de piedra se puso de pie en el patio del Castillo de Przemysl que esta fuertemente asociada con ella.
La construcción de la actual catedral de estilo gótico comenzó con el obispo Nicolás Blazejowski en 1495. En 1733 el techo se desplomó, destruyendo parte de la iglesia que tuvo que ser reconstruida posteriormente y se terminó en 1744. A la vuelta del siglo XIX hubo otra reconstrucción, y una restauración de las zonas más antiguas de la iglesia, de estilo gótico.